# Josef Steiner (Schachspieler)
Josef Steiner (* 22. Juli 1932 in Steinen, Kanton Schwyz; † 5. Februar 2003 in Arosa) war ein Schweizer Grossmeister im Fernschach.

## Schach
1960 gewann Steiner die Fernschachmeisterschaft der Schweiz. Er wurde 1973 wegen seines Erfolges im Einladungsturnier "25 Jahre BdF" (Platz 4 mit 9,5 von 14 Punkten) Fernschach-Grossmeister. Er war der erste Fernschach-Grossmeister der Schweiz. Dadurch wurde er in der Schweiz bekannt. 1973/74 spielte er eine Radio-Partie gegen die Hörer von Radio Beromünster, welche remis endete. Steiner nahm noch am Fernschachturnier "Potter Memorial" (1975–1978) teil und beendete danach seine Fernschach-Karriere.

## Privates
1956 heiratete Steiner, aus der Ehe gingen 7 Kinder hervor. Er betrieb als Selbständiger ein Messerschmiede- und Haushaltswarengeschäft in Wohlen. Im Schachklub Wohlen war er auch lange Zeit Präsident. Als Ausgleich betrieb Steiner neben Schach noch Rad- und Skifahren, Jassen und Backgammon.
Seit einem Unfall 1991 hatte er gesundheitliche Probleme. Er starb 2003 an Herzversagen.
| Personendaten    | Personendaten                       |
| ---------------- | ----------------------------------- |
| NAME             | Steiner, Josef                      |
| KURZBESCHREIBUNG | Schweizer Großmeister im Fernschach |
| GEBURTSDATUM     | 22. Juli 1932                       |
| GEBURTSORT       | Steinen                             |
| STERBEDATUM      | 5. Februar 2003                     |
| STERBEORT        | Arosa                               |